# The Glasgow Academy
The Glasgow Academy est un établissement scolaire privé de Glasgow en Écosse. En 2016, son  école secondaire est classée comme étant la troisième meilleure d'Écosse selon ses résultats aux examens de niveau supérieur. Fondé en 1845, il s'agit de la plus ancienne école entièrement indépendante en continu à Glasgow. 